# اولگ کوسیاک
اولگ کوسیاک (اوکراینی: Косяк Олег Юрійович؛ زادهٔ ۲۶ نوامبر ۱۹۷۵) ژیمناست هنری اهل اوکراین بود.